# Joe Fain
Joe Fain es un miembro Republicano del Senado Estatal de Washington, representando el 47.º Distrito Legislativo, que incluye Auburn, Kent, Covington y Renton en el Condado de King.
Fain, senador desde 2010, es el dirigente de piso de mayoría de Senado y un miembro de la Coalición de Mayoría Caucus' equipo de liderazgo.

## De fondo
Fain nació y pasaba su niñez en Condado de Rey Del sur.  Reciba una licenciatura en Ciencia Política de la Universidad de Washington y más tarde ganó un grado de ley y Maestros de Administración Empresarial de Universidad de Seattle.  Fain Entrenó natación de instituto en el Renton y Highline Distritos Escolares y estuvo reconocido como el 2002 “Estado de Washington Nada Entrenador del Año.”

## Carrera
Fain ha servido como el Jefe de Personal para Condado de Rey Councilmember Pete Von Reichbauer, quién representa el 7.º Distrito que incluye mucho de Del sur y Al sureste Condado de Rey.
En 2008, Fain patrocinó una iniciativa exitosa que buscado para romper a través de hyper-partisanship en gobierno de Condado del Rey. Iniciativa 26 se mantuvo con el Tiempo de Seattle, Seattle PI, Cuarto de Seattle más Grande de Comercio, y la Liga Municipal de Condado de Rey. Pase con 56% del voto countywide, haciendo las oficinas de Consejo de Condado del Rey, Ejecutivo y Assessor nonpartisan.

## Carrera de senado

### Comités de senado y Funciones de Liderazgo
Senador Fain es el miembro elegido más joven del Washington Senado Estatal y sirve en los comités del Transporte, Aprendizaje Temprano y la Formación Académica K-12, Instituciones Financieras, y Albergando y comités del Senado. Fain también sirve como vicio silla de las Evaluaciones Legislativas y Programa Responsable que es la fuente de la información del presupuesto de la asamblea legislativa.

## Personal
Fain vive en Auburn, WA, con su mujer, Steffanie.